# Magnolia sieboldii
La Magnolia sieboldii, magnòlia de Siebold, també coneguda com a Magnolia parviflora, magnolia de muntanya coreana i magnolia d'Oyama (en coreà: 목란/木蘭 -mokran-), és una espècie de Magnolia nativa de l'est d'Àsia i localitzada actualment a la Xina, Corea i Japó. Rep el seu nom -sieboldii- del científic alemany Philipp Franz von Siebold (1796–1866). És la flor nacional de Corea del Nord.

## Taxonomia
S'han reconegut fins a tres subespècies de Magnolia sieboldii:
- Magnolia sieboldii subsp. japonica. Japó. Arbust baix; flors amb 6 tèpals i estams blanc-verdosos.
- Magnolia sieboldii subsp. sieboldii. Japó, Corea, est de la Xina. Arbre o arbust de grans dimensions; flors amb 9 a 12 tèpals i estams entre porpres i vermells; fulles més petites que rarament passen de setze centímetres.
- Magnolia sieboldii subsp. sinensis. Sud-oest de la Xina (Sichuan); flors semblants a les de la subespècie sieboldii però lleugerament més grosses, fins a 22 centímetres.

## Descripció
La Magnolia sieboldii és un arbust de mida gossa o arbre de mida petita, que entre 5 i 10 metres d'alçada. Presenta les tiges, les fulles, les branques i els brots joves relativament caiguts. Les fulles són entre el·líptiques i oblongo-ovades, amb mides entre 9 i 16 centímetres (rarament 25) de llarg i de 4 a 10 centímetres (rarament 12) d'ample, amb un pecíol de 1,5 a 4,5 centímetres. Les flors, són semblants a les de les magnòlies més comunes i floreixen a la primavera; s'obren sobretot en el començament de l'estiu, però continuen intermitentment fins a finals d'estiu. Les flors recorden a un pèndol en forma de plat, presenten un diàmetre entre 7 i 10 centímetres, i tenen de 6 a 12 tèpals: els tres externs més petits i la resta més grossos, d'un color blanc pur. Els carpels són verdosos i els estams entre porpres i vermellosos o blanc-verdosos.

## Cultiu
La Magnolia sieboldii es cultiva com a planta ornamental en jardins. És una de les magnòlies més robustes, havent estat cultivada amb èxit en indrets tant remots com ara el Mustila Arboretum de Finlàndia, on es va plantar la subespècie coreana, Magnolia sieboldii subsp. sieboldii, i on aquesta planta floreix a meitats d'estiu i fins i tot pot presentar una segona floració a finals d'estiu. El cultivar 'Colossus' va guanyar el premi al mèrit de la Royal Horticultural Society's del Regne Unit.